# ヴルボヴスコ
ヴルボヴスコ（クロアチア語: Vrbovsko）はクロアチア、プリモリェ＝ゴルスキ・コタル郡の都市及び基礎自治体である。

## 地勢
ヴルボヴスコはスロベニア国境に近く標高506mで、ゴルスキ・コタール地方のクパ川やドブラ川（Dobra）、カマチュニク川（Kamačnik）の流域の山地に位置し、南側は1,000m級の山脈が走る。

## 人口・民族構成
基礎自治体は65の地区に分かれているが、3つの地区は居住者が居ない。2001年の国勢調査による人口はヴルボフスコが1,894人、基礎自治体全体では6,047人で57.25%はクロアチア人が占め、36.23%はセルビア人が占める。

## 交通
リエカとザグレブの中間地点に位置し、鉄道や高速道路によるアクセスが良い場所である。